# Sinohelicoprion
Genre
Taxons de rang inférieur
- † Sinohelicoprion macrodontus
- † Sinohelicoprion changsigensis

Sinohelicoprion est un  genre éteint d'eugeneodontides de la famille des Helicoprionidae ayant vécu il y a -254 à -252 millions d'années au Permien terminal (Changhsingien).

## Étymologie
Son nom veut dire scie circulaire de Chine (Sino veut dire Chine, Heli veut dire scie et enfin Coprion veut dire circulaire) en référence aux fossiles retrouvés dans le pays.

## Galerie photographique

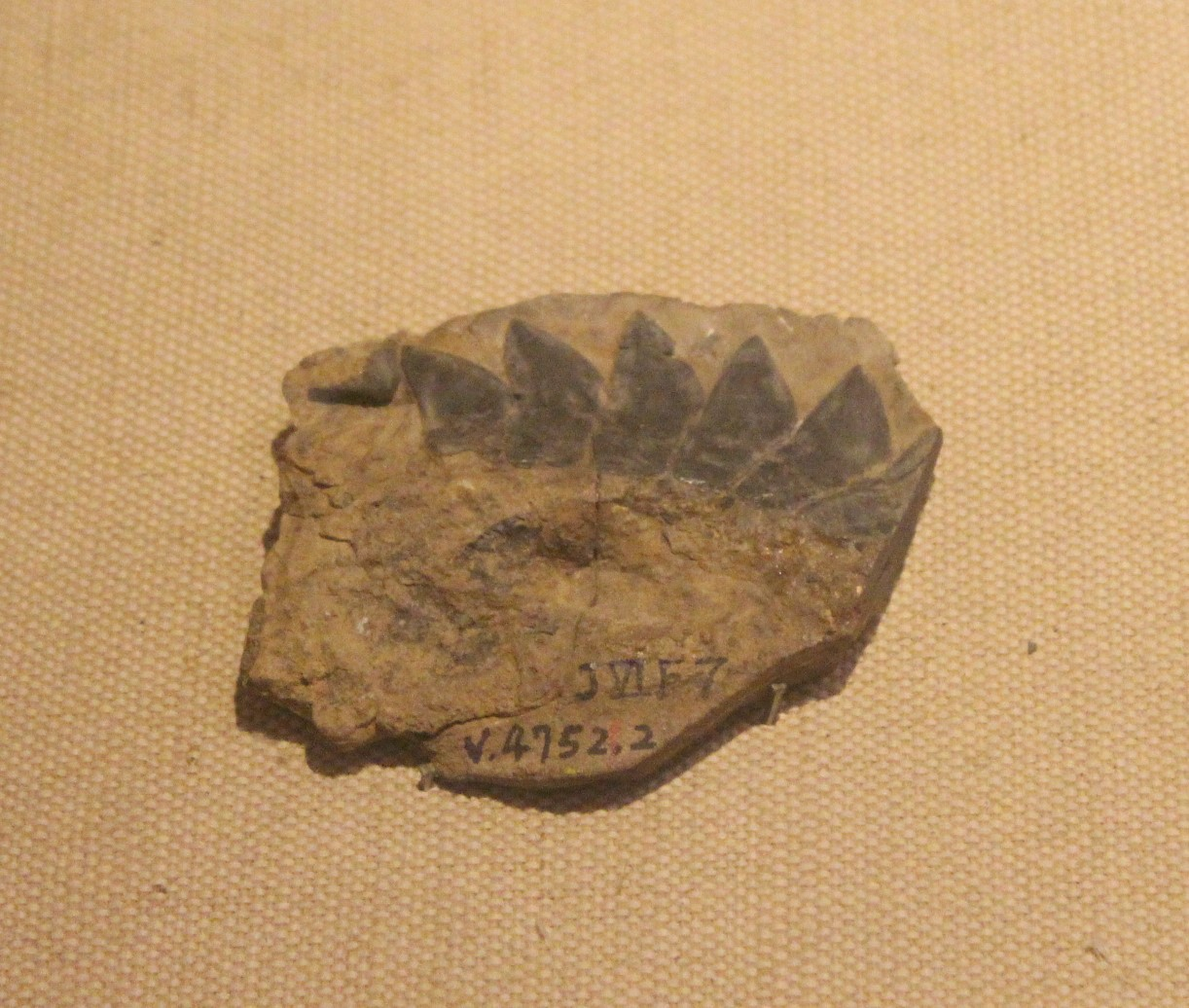
Partie de la mâchoire fossilisée de S. qomolangma (IVPP V4752.2) exposé au Musée paléozoologique de Chine